# Teorie aktivních srážek

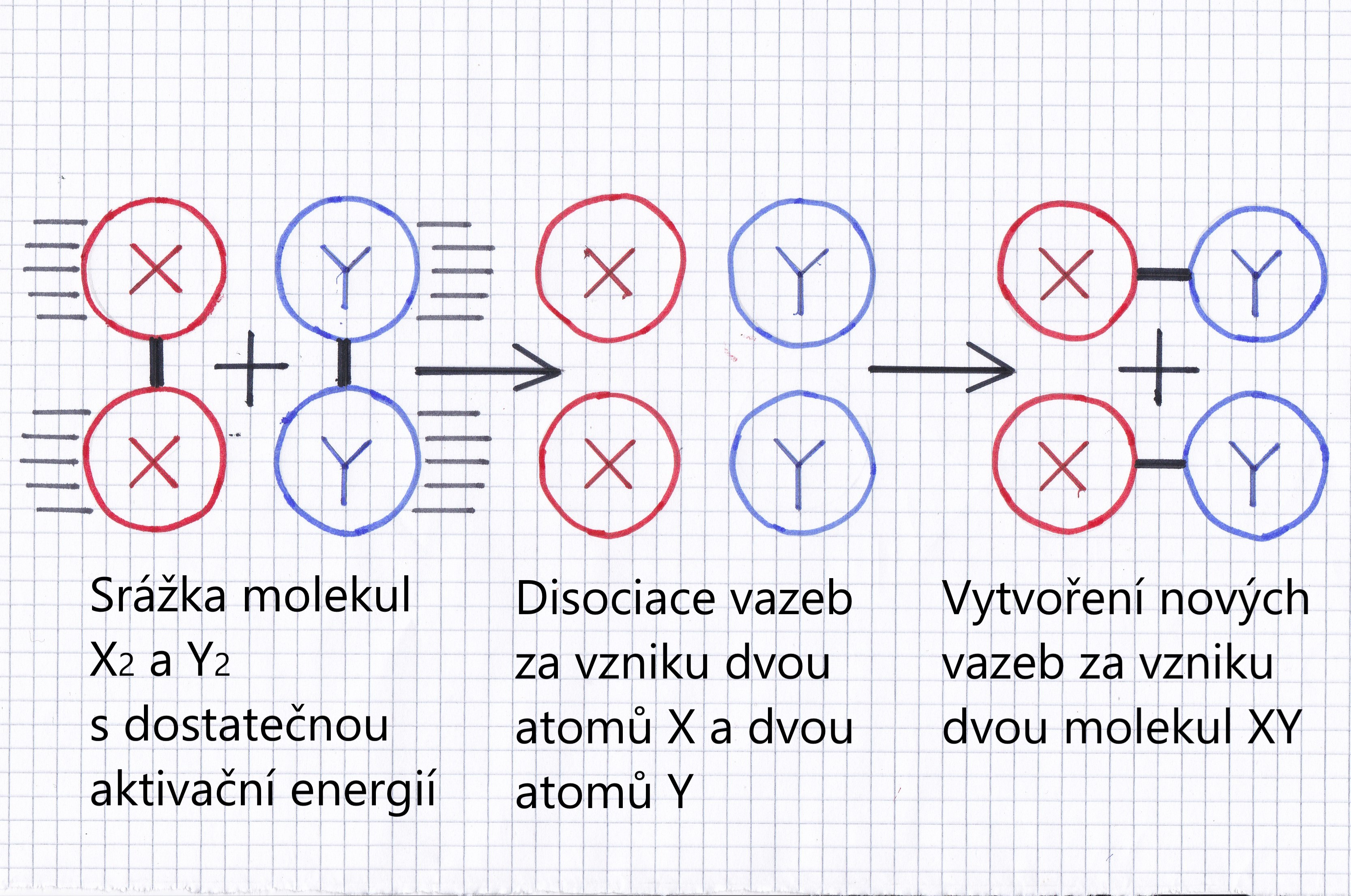
Schéma reakce popsané teorií aktivních srážek

Teorie aktivních srážek (také srážková teorie) je v chemické kinetice jednou z teorií vysvětlujících průběh a rychlost chemických reakcí. Oproti starší Arrheniově teorii zavádí pojem účinná srážka.

## Podmínky pro průběh reakce
Teorie vychází z předpokladu, že chemická reakce probíhá díky přímé prudké srážce molekul (nebo jiných částic) reagujících látek. Zároveň díky experimentálním měřením počítá s tím, že jen malý zlomek (účinných) srážek molekul v reakční směsi vede k chemické reakci, což snižuje její rychlost.

### Energie

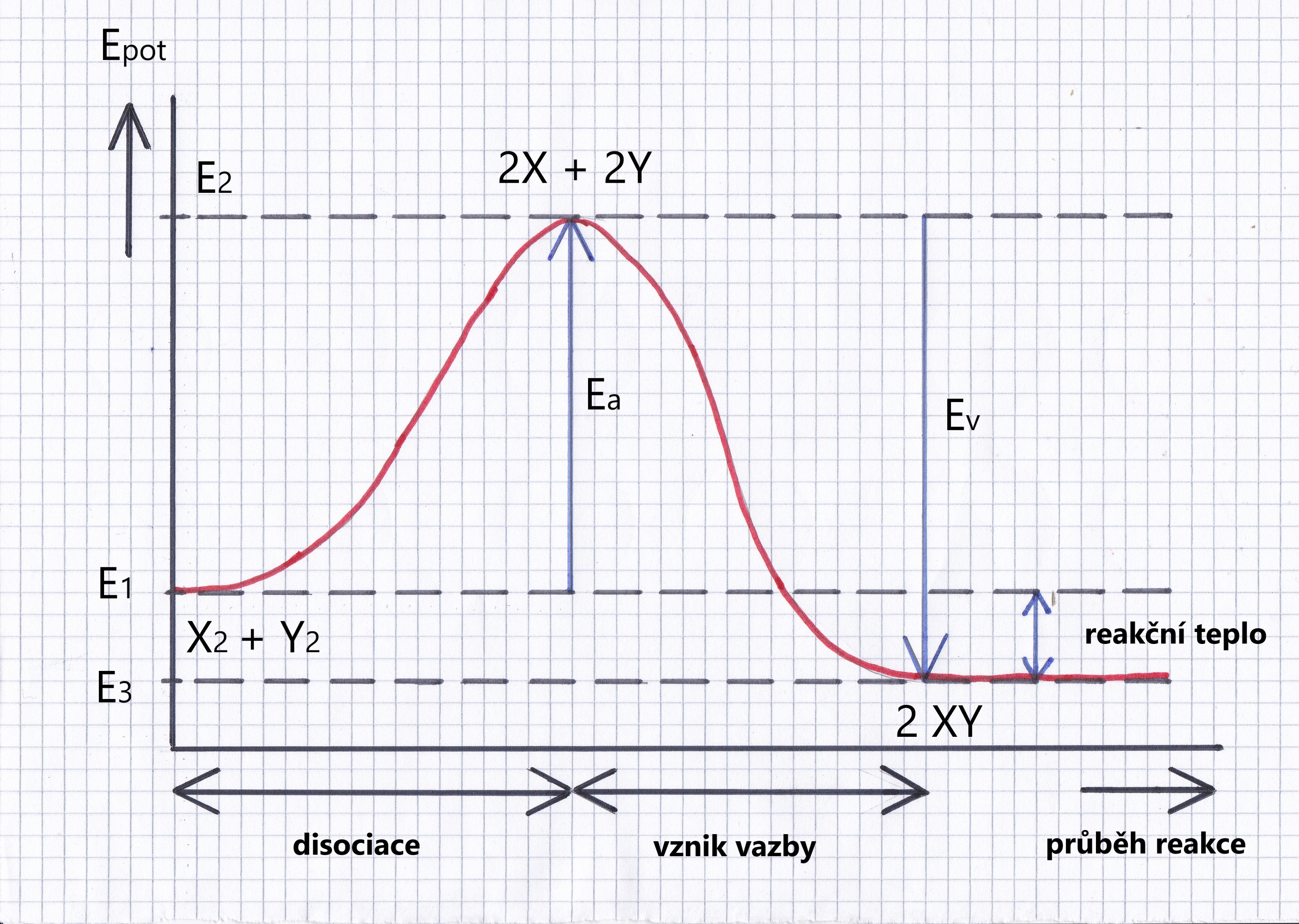
Graf energie při reakci popisované teorií aktivních srážek; rozdíl mezi původním a maximálním stavem na svislé ose je roven aktivační energii

Při reakci látek musí zaniknout některé chemické vazby v reaktantech, což je děj, který spotřebovává energii. Zároveň musí částice překonat mezimolekulární odpudivé síly; tato energetická bariéra bránící průběhu reakce se podobně jako u jiných teorií chemické kinetiky nazývá aktivační energie (EA). Zreagovat spolu mohou jen ty molekuly, které mají při srážce vyšší energii.

### Orientace částic
Bylo zjištěno, že rychlostní konstanta reakce získaná touto teorií se u složitějších molekul (více než dvouatomových) liší až o 7-8 řádů. Je tedy nutné, aby molekuly byly ve vhodné vzájemné prostorové orientaci, tedy aby k sobě během srážky "natočeny" reagujícími skupinami. Z tohoto důvodu se do rovnice přidává stérický faktor, který vyrovnává rozdíl mezi teoreticky a experimentálně zjištěnou rychlostí reakce. Tento faktor ale teorie neumí vypočítat.

## Nedostatky teorie
Teorie aktivních srážek aproximuje reagující molekuly jako tuhé kulovité částice, které disponují jen translační energií, což vede k tomu, že teoretická a experimentální data se často liší. Navíc nedokáže vyjádřit množství srážek např. v roztoku; jelikož vychází z kinetické teorie plynů, platí pouze pro reakce v plynné fázi.
Některé tyto nedostatky řeší novější teorie aktivovaného komplexu.